# Li Xiaohong
Li Xiaohong, född 8 januari 1995, är en friidrottare från Kina. Hon deltog vid olympiska sommarspelen 2016.